# Дейтерид водню
Дейтерид водню — ізотополог молекули водню, що складається з двох ізотопів водню: основного ізотопу 1H (протій) і 2H (дейтерій). Його молекулярна формула 1H2H, але для спрощення її зазвичай записують як HD.

## Виготовлення й походження

ЯМР-спектр водню. HD позначений червоними смужками, а H2 — синєю смужкою. Триплет виникає в результаті сполучення ядра ^{1}H (I = 1/2) з ядром ^{2}H (I = 1).

У лабораторії дейтерид водню отримують шляхом обробки гідриду натрію важкою водою:
 NaH + D2O → HD + NaOD
Дейтерид водню є другорядним компонентом природного молекулярного водню. Це один із незначних, але помітних компонентів атмосфери всіх планет-гігантів, із вмістом приблизно від 30 ppm до 200 ppm. HD також був виявлений в залишках наднових.
| Планета | HD       |               |
| ------- | -------- | ------------- |
| Юпітер  | ~0,003 % | 89,8 % ±2,0 % |
| Уран    | ~0,015 % | 82,5 % ±3,3 % |
| Нептун  | ~0,019 % | 80,0 % ±3,2 % |

## Спектри радіовипромінювання
HD і H2 мають дуже схожі спектри випромінювання, але частоти випромінювання відрізняються.
Частота астрономічно важливого ротаційного переходу J = 1-0 HD на 2,7 ТГц була виміряна з точністю 150 кГц.